# Фостен-Елі Сулук
Фосте́н-Елі Сулу́к (гаїт. креол. Fosten Soulouk, фр. Faustin-Élie Soulouque; 15 серпня 1782 — 3 серпня 1867) — гаїтянський державний, політичний і військовий діяч. Прийшовши до влади в результаті військового перевороту, 1847 року Сулук став президентом, а 1849 року проголосив Гаїті імперією, а себе — імператором, та почав правити під іменем Фосте́н I.
Період правління Фостена I відзначився низкою ексцентричних нововведень у різних галузях життя держави, а також вкрай недалекоглядною внутрішньою та зовнішньою політикою. 1859 року група військовиків усунула імператора від влади, відновивши республіканську форму правління та змусивши Сулука тікати з країни.

## Життєпис
Фостен-Елі Сулук народився 15 серпня 1782 року в містечку Петі-Гоав, на території тогочасної французької колонії Сан-Домінго. Його батько й мати, які були представниками африканського племені мандінка, були привезені на острів Гаїті французами як чорношкірі раби.
Сулук служив під началом Андре Ріго, Александра Петіона, Жан-Баптиста Ріше, Жана-П'єра Буайє.
Після усунення від влади президента Жана-П'єра Буайє в Гаїті почалась громадянська війна між мулатами, які підтримували останнього, та представниками чорношкірого населення країни. Щоб заспокоїти останніх, 1847 року, після смерті президента Жан-Баптиста Ріше, мулатські урядові кола обрали його наступником Сулука. Вони розраховували на те, що влада нового президента, як і всіх його чорношкірих попередників, буде лише номінальною, натомість де-факто правити країною продовжуватиме мулатська еліта. Однак Сулука не влаштовувало таке становище, й на початку 1848 року він зосередив усю повноту влади в своїх руках, усунувши мулатів від керівництва країною.
Сулук одразу зарекомендував себе жорстким, авторитарним правителем: поставши на чолі держави, він знайшов підтримку в особі чорношкірих генералів. Він виступив ініціатором облав на представників мулатської еліти: ті з них, хто не встиг вчасно утекти, переслідувались та заарештовувались; багатьох було страчено. Опорою режиму стали збройні сили країни, а також напіввійськові формування «зінглінів».
26 серпня 1849 року Сулук проголосив Гаїті імперією, а себе — імператором Фостеном I. Того ж дня члени Сенату одягнули йому на голову дешеву, зроблену в кустарних умовах, корону із вкритого позолотою картону.
18 квітня 1852 року Фостен I був урочисто коронований. Цього разу його корона була виготовлена з чистого золота. Поряд із короною імператриці, а також мантіями з горностая для імператорської пари, її було привезено з Франції. Церемонію коронації Фостен планував зробити максимально схожою на наполеонівську, яка відбулась 1804 року.

### Імператор
Незважаючи на серйозні наміри імператора, весь світ вважав Фостена I невігласом, а його режим — подобою цирку. Багато хто вбачав у імперії знущальну пародію на Другу французьку імперію, а самого Фостена порівнювали з французьким імператором Наполеоном III, який спочатку також був президентом країни, а надалі проголосив себе монархом. Через те, що імперія Гаїті була утворена раніше за французьку, 2 грудня 1851 року, в день державного перевороту у Франції, противники реставрації імперії на вулицях Парижа скандували: «Геть, Сулук! Геть, зрадник!» — слово «сулук» набуло вживаного значення й буквально означало «деспот», «варвар». Фостен I став одним із улюблених персонажів французьких карикатуристів, у тому числі знаменитих Кама Надара і Оноре Дом'є.
За часів правління Сулука столицею Гаїті були розвішені плакати, на яких було зображено главу держави на колінах у Діви Марії.